# 菜寮車站 (臺南市)
菜寮車站位於臺灣臺南市左鎮區榮和里，是臺灣糖業股份有限公司玉善線的鐵路車站。該站原址約在左鎮化石館附近的復興宮前方，只有設置月臺而沒有站房。

## 其他
菜寮站附近過去設有「善化糖廠菜寮原料區」辦公室，為水泥磚造的一層樓高建築，過去菜寮一帶蔗農與糖廠間的業務交流即在這裡進行。